# Rossend Arús i Arderiu
Rossend Arús i Arderiu (Barcelona 16 de juliol de 1844 - Barcelona 22 d'agost de 1891) fou un periodista, dramaturg i maçó català, de tendència republicana federal catalanista. Fou també un important filantrop i lliurepensador. Era fill de Pere Arús i Cuixart, comerciant de l'Hospitalet de Llobregat i de Teresa Arderiu i Pons, terratinent originària de Das, petit municipi de la comarca de La Cerdanya.

## Biografia

### Trajectòria maçònica
Amb el nom simbòlic de Fivaller, era maçó des del 1866, i el 1879 ja era el gran president del Gran Capítulo Catalán. Però el 1886 participava de l'assemblea constituent per fundar la Gran Lògia Simbòlica Regional Catalana, en la qual Rossend Arús fou escollit Gran Mestre de la maçoneria catalana.
A nivell local va crear la lògia Avant a Barcelona, de caràcter catalanista i de la qual n'esdevingué Mestre Venerable.

### Trajectòria política
Membre del Centre Català, el 1880 actuava com a secretari del Primer Congrés Catalanista, en el qual va advocar per les tesis del seu amic Valentí Almirall. Com a republicà federalista Rossend Arús era simpatitzant de Francesc Pi i Margall, tot i que no milità en cap partit.

### Trajectòria periodística i literària
Va participar també en la fundació de la Societat Flora, a La Tertulia Catalana i a Lo Niu Guerrer, on va estrenar algunes de les seves obres de teatre.
Va escriure habitualment a la premsa barcelonina tant en català com en castellà: Va publicar articles a La Tramontana, el Diari Català i La Campana de Gràcia, i també a La Llumanera de Nova York i L'Esquella de la Torratxa. Era afeccionat a la tauromàquia i per aquest motiu va editar Los días que hay corrida i la revista Pepe-Hillo (1874) i va fer crítiques d'aquest gènere a La Independencia.
També va escriure diverses peces de teatre de caràcter costumista, sobretot en vers, 47 en català i 10 en castellà influït per la literatura de Pitarra. Cal destacar el drama popular La Taberna (1884, escrita juntament amb Eduard Vidal i de Valenciano), el drama en vers Justicia catalana (1887, amb Manuel de Lasarte) i la llegenda dramàtica de El Nuevo Tenorio (1888, amb Joaquim M. Bartrina.

### Testament i memòria
Va morir a Barcelona el 1891 deixant com a marmessors Valentí Almirall i Antoni Farnés. Seguint les seves últimes voluntats aquests van donar a l'Ajuntament de Barcelona 25.000 volums i la seva casa del passeig de Sant Joan per crear una biblioteca pública que encara avui dia duu el seu nom: la Biblioteca Pública Arús.
També deixà diversos llegats per a finalitats educatives: la Casa Consistorial de l'Hospitalet de Llobregat on als seus baixos es va ubicar la primera escola pública de la ciutat (en memòria del seu pare, fill de l'Hospitalet), l'edifici de l'Ajuntament de Das (població cerdana d'on era la seva mare) que també incloïa l'escola per nens i nenes.

## Obres

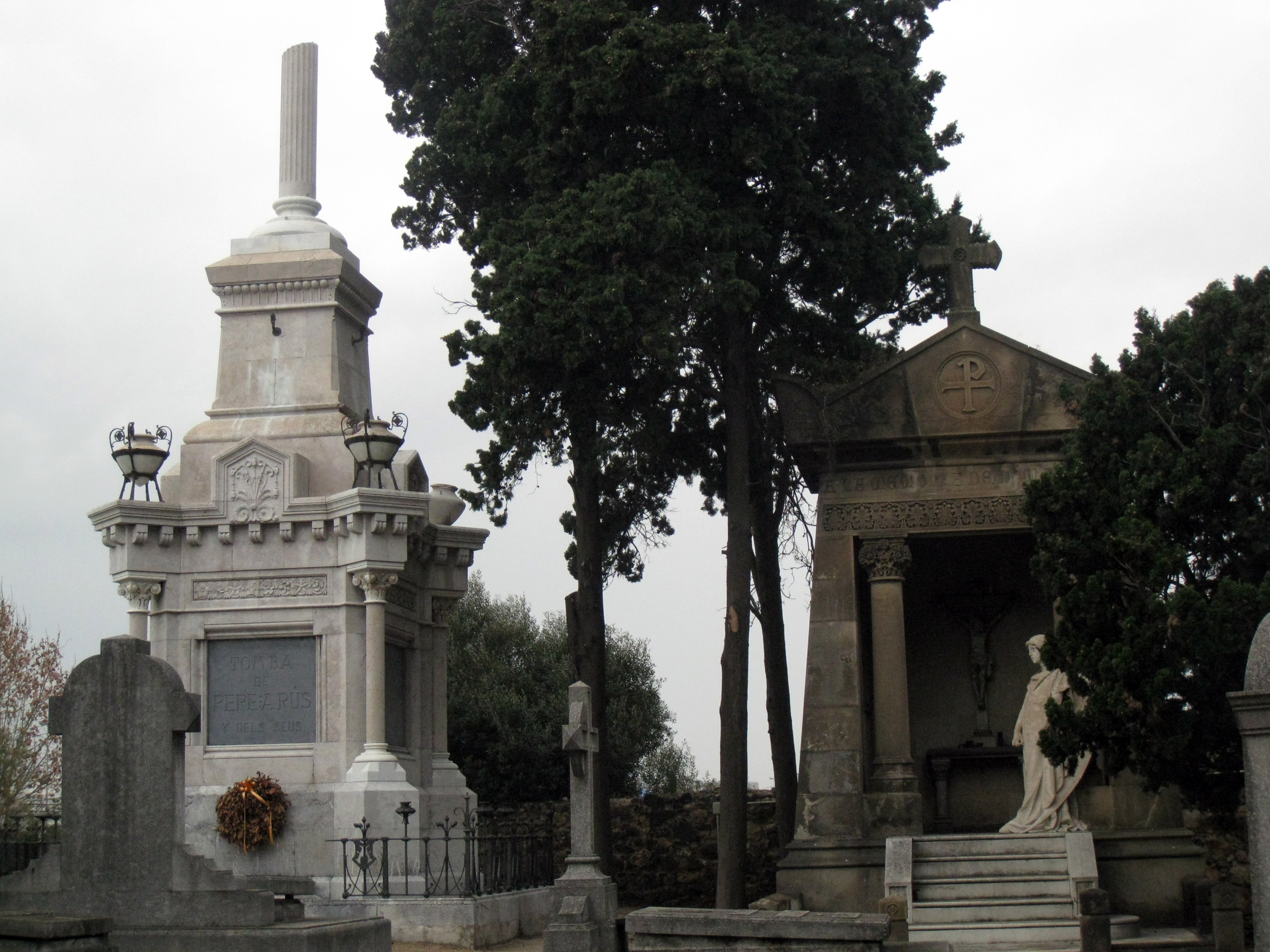
Panteó de la família Arús, a l'esquerra, en el Cementiri de Montjuïc

- La Huella del crimen (187-?)
- La Patum pim, pam, pum (187-?)
- No desitjarás la muller de ton prócsim, o Qui busca trova (187-?)
- Viva la federal! (187-?)
- May oblida l'amistat (1871)
- La LLucia dels cabells de plata (1871)
- La Llúcia dels cabells d'or (1872)
- Lo primer any republicà (1873)
- ¡Mai més Monarquia! (1873)
- Lo comte en Jaume (1874)
- Fausto (1875) (adaptació)
- ¡¡A dos rals la entrada!! (1875)
- Los Pastorets (1875)
- ¡¡Via fora somatent!! (1875)
- L'advocació dels tres Reys (1876)
- L'home de la dida (1876)
- Lo Barber del rentamans (1876?)
- La Ventafochs (1877)
- Lo ball de la Candelera (1877)
- La caritat (1874)
- Cornellà, un minut! (1877)
- Un Ángel! (1878)
- Un Pas de comedia (1878)
- Primavera y tardó (1879)
- En remull (1880)
- Amor y constancia (188-?)
- Las Tres germanas (1882)
- La má oculta (1883).
- La Cambrera (1883)
- El Nuevo Tenorio (1885)
- El doctor Lorenzo (estrenada al Teatre Novedades, en col·laboració amb Josep Maria de Lasarte i de Janer, 1886)
- Justícia catalana (en vers en quatre actes, en col·laboració amb Josep Maria de Lasarte i de Janer, 1887)
- Un Ambo de regidors (1888)
- Boigs fan bitllas (1888)

- La caritat. Fantasía en un acte. Dividit en 8 quadros y en vers catalá, Arxiu Central Lírich-Dramátich de Rafael Ribas, Imprempta Barcelonesa, Barcelona, 1874.
- LO PRIMER ANY REPUBLICA", Imprenta de Salvador Manero, Barcelona, 1873.
- La má oculta, 1883.